# TSV Dennach
Der Turn- und Sportverein Dennach 1900 e. V., kurz TSV Dennach, ist ein Sportverein aus Dennach, einem Ortsteil von Neuenbürg im baden-württembergischen Enzkreis. Der Verein wurde 1900 gegründet. Bekanntheit erlangte der Verein durch seine faustballerischen Aktivitäten und Erfolge.

## Sportarten
- Faustball
- Turnen
- Tischtennis

Rund 50 der Mitglieder spielen aktiv Faustball. Außerdem hat der Verein drei Kinderturngruppen und mit der Gruppe Fit und Gesund eine Breitensportgruppe.

## Faustball
Im Mittelpunkt des Vereinslebens steht der Faustball-Sport. Er hat elf Mannschaften im Spielbetrieb, davon sieben Jugendmannschaften.
Die Frauen-Mannschaft spielt in der 1. Faustball-Bundesliga Süd und die Herren-Mannschaft in der Schwabenliga.
Neben den zahlreichen DM-Teilnahmen haben die Dennacher auch die Deutsche Meisterschaft der Damen 2013 in der Halle und im September 2013 die Deutsche Meisterschaft der weiblichen und männlichen A-Jugend ausgerichtet.